# Berlin-Gesundbrunnen
Berlin-Gesundbrunnen [ɡəˈzʊntˌbʀʊnən]  est le nom d'un quartier du centre-nord de Berlin, capitale d'Allemagne, l'un des six quartiers qui composent l'arrondissement de Mitte. Avant des réformes administratives de 2001, il formait avec l'actuel quartier de Wedding le district de Wedding, faisant partie de la zone d'occupation française de Berlin qui lors de la séparation de la ville, se trouvait dans les secteurs d'ouest.

## Géographie

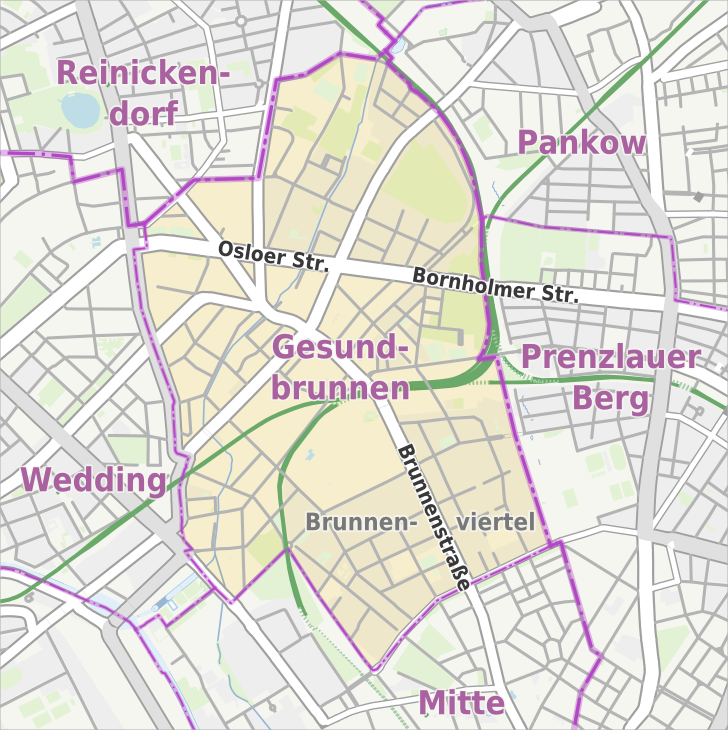
Carte de Gesundbrunnen et des quartiers limitrophes.

Le quartier centré sur la gare de Berlin Gesundbrunnen est situé en bordure de la Panke, au nord-ouest du centre-ville et le quartier de Mitte. La Bernauer Straße, connue à partir des années 1960 à la suite des tentatives de fuites spectaculaires d'habitants par-dessus le Mur de Berlin, marque la limite sud. Vers l'ouest, Gesundbrunnen confine au quartier de Wedding, au-delà de la Bundesstraße 96 (Reinickendorfer Straße). Il confine à l'arrondissement de Reinickendorf au nord et à l'arrondissement de Pankow, le long de la ligne de Berlin à Stralsund et du Mauerpark, à l'est.
L'image urbaine densément peuplée est marquée par de nombreux édifices résidentiels en style historicisme (Gründerzeit). La ligne de chemin de fer Ringbahn (petite ceinture) traverse le quartier de l'est à l'ouest. À proximité, le parc public Humboldthain comprenant le Humboldthöhe, une Schuttberg à 85 mètres de haut, s'étend jusqu'à une zone commerciale de l'ancienne Allgemeine Elektricitäts-Gesellschaft (AEG) au sud. Quelques autres exploitations comprenaient également un ancien site de production des locomotives Schwartzkopff, ouvert en 1867. Aujourd'hui, il n'existe plus de grandes entreprises industrielles dans le quartier.

## Histoire
Gesundbrunnen doit son nom à une source thermale, attestée au milieu du XVIIIe siècle et qui fit son heure de gloire tout au long du XIXe siècle. Il subsiste quelques éléments de cette époque autour de la Badstraße (littéralement la rue du Bain), notamment autour de l'Église Saint-Paul et de l'établissement de bains (Luisenbad), qui accueille aujourd'hui la bibliothèque municipale. Intégrée à la municipalité de Berlin en 1861, la ville d'eau devint un quartier urbain en vogue avec hôtels et casinos avant de connaître la ruine à la suite de l'assèchement de la source au moment de la grande croissance urbaine des années 1880 – 1900. Des travaux de canalisations eurent raison de son débit en 1891. Lors de la réforme du « Grand Berlin » (Großberlin) en 1920, son nom s'effaça et le quartier formait la moitié est du district ou arrondissement (en allemand : Bezirk) de Wedding jusqu'à la fin du XXe siècle. La partie septentrionale, au nord de la Soldiner Straße, faisant partie précédemment du district de Pankow, lui fut rattachée lors d'une rectification des limites administratives entre les arrondissements, en 1938. Après 1945, tout le district de Wedding  (donc Gesundbrunnen et la petite partie de Pankow ajoutée avant guerre) se retrouvèrent dans la partie ouest de Berlin. Le sud de Gesundbrunnen (Brunnenviertel), très endommagé par la Seconde guerre mondiale et jouxtant le mur, fut considérablement réaménagé dans les années 1950, puis 1970. À cette époque, les anciens immeubles demeurés encore en place, insalubres, furent massivement détruits et remplacés par des immeubles modernes. Le nord du quartier, en revanche, a souvent conservé son cachet historique, avec même quelques rues dont les immeubles datent du début du XIXe siècle (Stettiner Straße par exemple), aisément identifiables grâce à leur taille se limitant souvent à deux étages. Après la chute du mur, une nouvelle réforme administrative fut entreprise et le district de Wedding fut alors intégré à celui de Mitte et divisé en deux quartiers (Stadtteile), Berlin-Gesundbrunnen et Berlin-Wedding.

## Population
Le quartier comptait 92 979 habitants le 1er janvier 2017 selon le registre des déclarations domiciliaires, soit 15 168 hab/km2.
En juin 2024, 66,2 % des habitants de Gesundbrunnen sont issus de l'immigration (citoyens allemands et étrangers) contre une moyenne de 40,2 % pour Berlin. Avec 40,2 %, la proportion d'étrangers à Gesundbrunnen est la plus élevée de tous les arrondissements berlinois. La moyenne berlinoise est de 24,8 %.

## Monuments
- Église Saint-Paul de Berlin
- Église Saint-Sébastien de Berlin

## Personnes célèbres issues du quartier de Berlin-Gesundbrunnen
- Theodor Plievier (1892–1955), auteur (Des Kaisers Kulis, 1929 ; Der Kaiser ging, die Generäle blieben, 1931) ; plaque commémorative : Wiesenstraße 29.
- Otto Nagel (1894–1967), peintre, résident temporaire dans la Badstraße 62.
- Georg Benjamin (1895–1942), médecin et politicien, résistant juif ; plaque commémorative : Badstraße 40.
- Hans Bierbrauer (de) (1922–2006, nom d'artiste : Oskar), dessinateur, caricaturiste et peintre.
- Harald Juhnke (1929–2005), acteur, chanteur et artiste, a grandi dans la Stockholmer Straße ; plaque commémorative : Fordoner Straße.
- Cornelia Froboess (née en 1943), actrice et chanteuse de variété (Pack die Badehose ein), a passé son enfance dans la Gottschalkstraße 27.

## Bâtiments
- Stadtbad Wedding
- Luisenbad (Berlin)
- Amtsgericht Wedding (Tribunal de première instance)